# Ramon I de Tolosa
|  | No s'ha de confondre amb l'iniciador de la dinastia dels comtes de Pallars, vegeu Ramon II de Pallars-Ribagorça. |

Ramon I de Tolosa o Ramon I de Roergue (810-863) fou comte i duc de Tolosa (amb Pallars i Ribagorça), Roergue, Carcassona, Rasès, Carcí i Llemosí. La possessió dels comtats fronterers de Pallars i Ribagorça li donava dret a l'ús del títol de marquès.
Era fill del comte Fulcoald de Roergue i de Senegunda. A la mort del pare abans del 849 el va succeir el seu fill Frèdol, que va morir el 852, deixant només una filla (Faquilena de Roergue) i Ramon va heretar tots els seus honors. El 849 o poc després, sempre abans del 852 va rebre de Carles el Calb el comtat de Carcí i el de Llemotges o Llemosí, que acabaven de ser conquerits a Pipí II d'Aquitània. Que era comte el 852 resulta de l'afirmació a Miscellania de l'historiador Étienne Baluze (1630-1818) que diu que Aimar, abat de Figeac, va morir al mateix any que la reunió de Crespian (el 852, vegeu Odalric) sota govern de Ramon I comte de Tolosa; també afegeix que Ramon fou el primer comte de Tolosa que va fer homenatge als abats de Figeac, i com que aquesta abadia estava situada al Carcí, això vol dir que posseïa ja aquest comtat i que era abat laic de Figeac.
Ramon va oferir terres a l'abat Aldagís, fugit del Perigord, per fundar un monestir. L'abat va anar a Tolosa i en una assemblea (861) presidida per Helisacar, bisbe de la ciutat de Rodès, es va acordar que el monestir fos fundat a Vabres al comtat de Roergue, a la riba del Dourdon, prop del límit amb l'Albigès. Adalgís va anar a aquest lloc on va construir una església sota advocació de la Verge, de sant Pere, de sant Denis i d'altres sants; poc després un eclesiàstic del país, Roland, fillol i clergue o capellà del comte Ramon, va fer una donació considerable al monestir i va abraçar l'estat religiós i fou abat després d'Adalgís. Un altre deixeble d'aquest fou Jordi, abans religiós de Conques, també al Roergue, que després fou bisbe de Lodeva i és considerat sant. Ramon va demanar confirmació de la fundació del monestir al rei Carles que la va concedir el 19 de juliol del 862, agafant-lo sota la seva protecció especial. Com a contribució a la fundació el rei va donar quatre lliures de plata. Al seu retorn, Ramon i la seva esposa Berta van dotar al monestir amb diverses terres a Roergue i una quants serfs per cultivar-les; en la carta datada el 3 de novembre del 862 Ramon fa la donació per la salut de la seva anima, de la del seu pare Fulcoald i de la seva mare Senegunda, i del seu germà Frèdol, i posava el monestir sota protecció, per a després de la seva mort, dels seus fills Bernat el Vedell, Fulcoald de Llemotges i Odó que subscrivien la carta; el fill Bernat ja és esmentat com a comte el que fa pensar que hauria ja rebut o bé el comtat de Roergue o el de Carcí encara vivint el seu pare, amb el consentiment reial; un quart fill, Arbert o Aribert, dedicat des de jove a la religió, fou monjo de Vabres agafant el nom de Benet; signen el document tanmateix Helizacar bisbe de Rodès, Bigó vescomte (de Rouergue més probablement que de Tolosa) i altres magnats. L'abadia de Vabres fou el santuari patrimonial dels primers comtes tolosans de la dinastia roergata (també anomenada fredelona, ramondina).

## Núpcies i descendents[calcitació]
Ramon morí no abans del 863 i no després del 865. Estava casat amb Berta de Reims, que uns suposen una dama roergata i altres una dama del Maine filla de Remigi. D'aquest enllaç van néixer cinc fills:
- l'infant Bernat II de Tolosa (?-872)el Vedell (Bernat I de Pallars, Ribagorça, Roergue, Carcassona, Rasès, Carcí i Llemosí.
- l'infant Albert Benet, primer abat de Vabres (+ després del 862)
- l'infant Odó I de Tolosa, (832-819).
- l'infanta Faquilena de Roergue, (840-865) casada l'any 860 amb Llop I de Bigorra.
- l'infant Fulcoald de Llemotges, (840-884), governador anomenat vescomte de Llemotges, mort vers 886, tronc dels vescomtes de Llemotges.
- l'infanta Rogelinda de Roergue (842-886), que es casà amb Wulgrin I d'Angoulême (c830-886)